# Hayne van Ghizeghem
Hayne van Ghizeghem (c. 1445 – c. 1497) fue un compositor franco-flamenco de comienzos del Renacimiento.
Fue maestro de capilla de la catedral de Cambrai y de la corte de Carlos el Temerario en 1462. De su obra se han conservado dos canciones a cuatro voces y una a tres voces en el Odhecaton de Ottaviano Petrucci (1501) y otra a tres voces en el Trium vocum carmina de Hieronymus Formschneider (1538).